# Giora Feidman
Giora Feidman (Hebreeuws: גיורא פיידמן) (Buenos Aires, 26 maart 1936) is een  Argentijns-Israëlisch-Amerikaans klezmermuzikant en klarinettist.
Zijn Bessarabische ouders emigreerden naar Argentinië om aan vervolging te ontkomen. Hij komt uit een familie van klezmermuzikanten, die muziek verzorgden voor bruiloften, bar mitswa-vieringen en andere joodse feestelijkheden in de Centraal-Europese getto's.
Hij begon als de jongste klarinettist die ooit bij het Israëlisch Philharmonisch Orkest speelde. In 1970 begon hij zijn solocarrière. Daarin speelde hij onder andere samen met het Berlijns Symfonie Orkest en het Kronos Quartet. Ook speelde hij de klarinetsolo's voor de film Schindler's List.

## Discografie
Enkele van de vele cd's van Feidman zijn:
- 1982: The Incredible Clarinet
- 1987: The Singing Clarinet
- 1990: The Magic of the Klezmer
- 1990: Clarinetango
- 1991: Viva el Klezmer
- 1991: Gershwin & The Klezmer
- 1992: The Dance of Joy
- 1993: Klassic Klezmer
- 1993: Der Rattenfänger
- 1993: Israel
- 1994: Feidman in Jerusalem
- 1994: Concert for the Klezmer
- 1995: Klezmer Chamber Music
- 1995: The Soul Chai
- 1996: To You!
- 1996: Clarinetango
- 1996: Rabbi Chaim's Dance
- 1997: Klezmer Celebration
- 1997: Lilith
- 1997: Der Golem
- 1998: Feidman and the Israel Camerata
- 1998: Schubert & jiddische Lieder
- 1999: Journey
- 2000: To Giora Feidman - your Klezmer Friends
- 2000: The Art Of Klezmer
- 2001: TanGoKlezmer
- 2002: Feidman – Dancing in the Field
- 2002: Feidman plays Piazzolla
- 2003: Love – Feidman plays Ora Bat Chaim
- 2003: Feidman + Eisenberg Live in St. Severin / Keitum / Sylt
- 2003: Feidman plays Mozart and more
- 2005: SAFED - Feidman and the Safed Chamber Orchestra

## Film
- Jewish Soul Music: The Art of Giora Feidman (1980), onder regie van Uri Barbash